# Terpen
Terpeni su velika i raznovrsna klasa organskih jedinjenja koje proizvode mnogobrojne biljke, a posebno su zastupljeni kod četinara. Neki insekti kao što su termiti i lastin rep leptiri, takođe stvaraju terpene u svom osmeterijumu.
Oni su glavne komponente smola, i terpentina proizvedenih iz smola. Ime „terpen“ je izvedeno iz reči „terpentin“. Pored njihovog svojstva krajnjeg-proizvoda mnogih organizmima, terpeni su značajan biosintetički gradivni blok unutar skoro svakog živog bića. Steroidi, na primer, su derivati triterpena skvalena.
Kad su terpeni hemijski modifikovani, npr oksidacijom ili preuređenjem ugljenikovog skeleta, rezultujuća jedinjenja se generalno nazivaju terpenoidima. Neki autori koriste termin terpen u širem smislu tako da obuhvata terpenoide. Terpenoidi su takođe poznati kao izoprenoidi.
Terpeni i terpenoidi su primarni sastojci eteričnih ulja mnogih tipova biljki. Eterična ulja su u širokoj upotrebi kao prirodni aditivi za poboljšanje ukusa hrane, kao mirisi u parfimeriji, i u tradicionalnoj i alternativnoj medicini kao aromaterapija. Sintetičke varijacije i derivati prirodnih terpena i terpenoida takođe znatno proširuju raznovrsnost aroma korištenih u perfimeriji i ukusa aditiva hrane. Vitamin A je primer terpena.
Aroma i ukus hmelja, koja je visoko poželjna kod nekih piva, potiče od terpena. Od terpena u hmelju mircen, β-pinen, β-kariofilen, i α-humulen su nađeni u najvećim količinama.

## Struktura i biosinteza
Terpeni su biosintetički izvedeni iz izoprenskih jedinica, koji imaju molekulsku formulu . Osnovna molekulske formule terpena su umnožak od , gde je n broj vezanih izoprenskih jedinica. To se naziva izoprenskim pravilom, ili C5 pravilom. Izoprenske jedinice mogu da budu međusobno povezane od glave do repa i da formiraju linearne lance, ili mogu da budu raspoređene u obliku prstena. Izopren je jedan od uobičajenih prirodnih gradivnih blokova.
Sam izopren nije podesan za sintetički proces, nego se koriste aktivirani oblici, izopentenil pirofosfat (IPP ili izopentenil difosfat) i dimetilalil pirofosfat (DMAPP ili dimetilalil difosfat). Oni su komponente biosintetičkog puta. IPP se formira iz acetil-CoA posredovanjem mevalonske kiseline u putu HMG-CoA reduktaze. Jedan alternativni, potpuno različiti biosintetički put IPP-a je poznat kod nekih bakterijskih grupa i plastida biljaka, takozvani MEP (2-Metil-D-erotritol-4-fosfat) put, koji je iniciran sa C5-šećera. U oba puta, IPP se izomerizuje do DMAPP enzimom izopentenil pirofosfat izomeraza.

## Spoljašnje veze
- Berlinski institute za hemiju - terpeni Архивирано на веб-сајту  (20. април 2010)
- Struktura alfa i beta pinena
- Terpenes на 